# 马拉尼昂州塞拉努
马拉尼昂州塞拉努（葡萄牙語：Serrano do Maranhão）是巴西马拉尼昂州的一个市镇。总面积1207.043平方公里，总人口9339人，人口密度7.7人/平方公里。